# 吉鶴舞
吉鶴 舞（よしつる まい、1987年（昭和62年）3月1日）は、日本の女優、アーティスト、ボイストレーナー 、作詞家、プロデューサー。
神奈川県出身。身長は164cm。血液型はB型。東洋英和女学院大学国際社会学部卒業。
- 別名義「maipy」（まいぴー）は、作詞家、プロデューサーの活動名。別名義の由来は、プロデュースをしているアイドルグループのファンから「舞P」（まいぴー）と呼ばれているところからとされている。愛称は「舞P」（まいぴー）。

## 経歴・人物
3歳からバレエを始め、9歳の時母親と一緒に見たミュージカル「スカーレット」に影響されミュージカルの世界に興味を持ち始める。
13歳の時にミュージカル「LOVEセンチュリー〜夢は見なけりゃ始まらない〜」で芸能界デビュー。
アップフロントクリエイトには15歳まで所属。
その後ミュージカルを中心にタレント活動やライブ活動などで活躍。
2013年に指導者としての活動を開始してからは、オリジナリティー溢れる指導方法で新人を育成、そして近年イベント企画、舞台などの歌唱指導、元AKBや坂道、2.5次元俳優などの個人レッスンを行っている。
2024年から本格的にプロデュース活動を始め、活躍の場を広げている。
- 特技は歌、ものまね、サックス
- 趣味は散歩、旅行

### 資格
- 2005年：ホームヘルパー2級 取得
- 2019年：フラワーコーディネーター 取得
- 2021年：ピラティスインストラクター 取得
- 2021年：ボディメイクインストラクター 取得
- 2021年：アロマストレッチトレーナー 取得

## 出演

### 舞台
- 2001年：「LOVEセンチュリー〜夢は見なけりゃ始まらない〜」 / タミ役（日生劇場）
- 2004年：「シンドバットの大冒険」 / アンサンブル（府中の森芸術劇場 中ホール）
- 2009年：郡司行雄プロデュース記念公演公演「アリババとモルギアナ王女」 / タミヤ役（銀座みゆき館劇場）
- 2011年：郡司行雄プロデュース記念公演公演「ALICE2011」 / 公爵夫人役（銀座みゆき館劇場）
- 2011年：「オサエロ」 ヒロイン / 夏子役（エアースタジオ）
- 2012年：劇団eve company「素敵なウェディングプランナー」 / 永久仁美役（博品館劇場）
- 2012年：「君死にたまふことなかれ」主役 / 石川早苗役（エアースタジオ）
- 2012年：演劇集団アトリエッジ「流れる雲よ2012」 / 山口良子役（笹塚ファクトリー）
- 2012年：「ライヤー×ライヤー」 / 矢崎雅美役（上野ストアハウス）
- 2012年：「fleet＋flight」ヒロイン / 美吉春歌役（下北沢Geki地下Liberty）
- 2013年：「ソウル・ドリーム」 / マリ役（東京芸術劇場）
- 2013年：「CLOCK」妖怪あまのじゃく / シカメ役（日暮里サニーホール）
- 2013年：「踊るOH！遊戯」 / 須賀瑠璃役（横浜相鉄本多劇場）
- 2014年：「何処へ行く」 / 貴族役（シアター1010）
- 2015年：ミュージカル座「マザー・テレサ 愛のうた」シスター / ジュリー（シアター1010）
- 2015年：ミュージカル座「マリオネット」 / グレースオマリー役（六行会ホール）
- 2015年：「誓い - 奇跡のシンガー」 / マネージャー役（7月 野方区民ホール、9月 クレオ大阪中央大ホール）
- 2017年：ミュージカル座「マザー・テレサ 愛のうた」シスター / ニルマラ（シアター1010）
- 2021年：ミュージカル座「ひめゆり」 / サチ役（彩の国さいたま芸術劇場 大ホール）

### テレビドラマ
- 2008年：『「6時間後に君は死ぬ』（WOWOWオンデマンド）
- 2008年：『the波乗りレストラン』（日本テレビ）

### テレビバラエティー
- 2008年：『田崎真也の美酒わいわい』/ レポーター（BS朝日）

### イベントMC
- 2011年：宮本笑里「大きな輪プレミアムイベント」 / ツアーMC
- 2011年：フレディ・マーキュリー生誕祭「FREDDIE FOR A DAY」 / MC

### MV
- EE JUMP『青春のSUNRISE』
- 東方神起『RISING SUN (東方神起のアルバム)』

## 講師、振付の活動

### 講師
「芸能スクール TUA」
- 2013年1月 - 6月：シンガーソングライター / 育成コース講師
- 2013年7月 - 2014年9月：ボーカリスト / 育成コース講師

「ソークエンターテイメント」
- 2014年6月 - 2017年1月：表現力 / 育成講師

「アイドル合衆国」
- 2016年 - ：/ ボイトレ講師

「全国ベストキッズプロジェクト」
- 2018年 - 2019年：東京校 / ボーカル講師

「株式会社Origami ZeroPROJECT」
- 2022年 - 2023年11月 ：/ ボーカル講師

### 振付
「u-you.company」
- 2016年5月：舞台「マスターアイドル」 / 振付
- 2016年10月：舞台「ドールズハウス」 / 振付
- 2017年5月、2018年11月、2019年2月：舞台「アルキミコ」 / 振付

## プロデュース、指導者の活動

### 指導
- 2017年3月：アイドルイベント「I☆SESSION」 / 歌唱指導
- 2017年10月、2018年12月：コメディーミュージカル「ら・ら・ら・ららんど - 天使っぽい君にラブ・ソングを」 / 歌唱指導

「株式会社Ambition」
- 2022年 - ：所属アイドル / 歌＆パフォーマンス指導

### プロデュース
「芸能事務所 REDcaepet」
- 2018年 - 2019年：所属ガールズユニット / アイドルグループプロデュース

## ディスコグラフィ

### シングルCD
|     | 発売日                                     | タイトル     | レーベル               | 規格品番  | 収録曲 | 備考 |
| --- | ------------------------------------------ | ------------ | ---------------------- | --------- | --- | ---- |
| 1st | 2016年9月1日                               | 溢れるキモチ | リンガックス・レコード | RGCD-0001 | \| # \| タイトル \| 作詞 \| 作曲・編曲 \| 時間 \| \| -- \| ------------------------------------------ \| ------ \| ---------- \| ---- \| \| 1. \| 「溢れるキモチ」 \| 吉鶴舞 \| \| 4:16 \| \| 2. \| 「君がそばにいること」 \| \| \| 4:30 \| \| 3. \| 「溢れるキモチ (Instrumental ver.)」 \| \| \| 4:16 \| \| 4. \| 「君がそばにいること (Instrumental ver.)」 \| \| \| 4:30 \| |      |
|     |                                            |              |                        |           | |      |
| #   | タイトル                                   | 作詞         | 作曲・編曲             | 時間      | |      |
| 1.  | 「溢れるキモチ」                           | 吉鶴舞       |                        | 4:16      | |      |
| 2.  | 「君がそばにいること」                     |              |                        | 4:30      | |      |
| 3.  | 「溢れるキモチ (Instrumental ver.)」       |              |                        | 4:16      | |      |
| 4.  | 「君がそばにいること (Instrumental ver.)」 |              |                        | 4:30      | |      |